# Колісна ліра

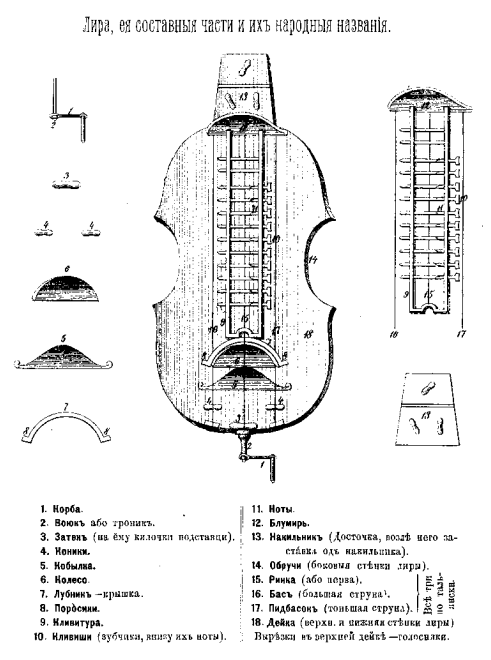
«Ліра, її складові і їхні народні назви» (Ілюстрація з часопису «Киевская старина». 1884 р.)

Зиґмунт Айдукевич. Малюнок до 24-томної культурної енциклопедії «Австро-Угорська монархія в словах та малюнках». Т. 19. Галичина. 1898

Колісна ліра або риля або ре́ля — старовинний струнний смичковий музичний інструмент, у якому роль смичка виконує колесо. Конструктивно близький херді-герді (англ. hurdy-gurdy). На трьох (іноді більше) струнах грають мелодію, притискаючи струни клавішами, а дві інші струни — бурдонні.

## Конструкція інструмента
Ліра має видовжений дерев'яний резонансний корпус, найчастіше глибокий, човно- або вісімкоподібний. Корпуси лір бувають також іншої форми: прямокутної із заокругленими кутами, овальної з ледь наміченою талією і найпоширенішої фігурної з гітарним або скрипковим профілем, який, проте, за пропорціями найбільше наближався до контрабаса.
Обидві деки, або «дейки», з'єднані між собою бічними стінками — «обручами» і внутрішніми перетинками для міцності та кращого звучання, робили найчастіше пласкими; у верхній дейці прорізали круглі чи фігурні отвори — «голосники». До верхньої частини корпусу приклеєно зроблену з окремих дощечок досить велику коробку — «шию», у бік якої вставлено довгі кілочки для накручування струн.
Ближче до нижньої частини корпусу на поперечнику — «зятьку» закріплено валок з дерев'яним коліщатком, що виконує роль нескінченного смичка. Через нижню боковинку корпусу валок виходить назовні, де на ньому прикріплюється ручка — «корба» з «троником» — пристосуванням, за допомогою якого крутять корбу, а через неї й коліща. Через проріз у верхній деці колесо невеликою частиною виходить назовні, де воно, для збереження свого гладкого відполірованого ободу від ушкоджень і дощу, прикривається дашком — «лубником» із загнутими краями — «поросиками».
Далі на верхній деці у поздовжньому напрямку прикріплено довгу вузьку коробку з клавішами — вузькими дерев'яними планками довільної кількості (від 4 до 13). Кожна клавіша на своєму зовнішньому кінці має потовщення — «зубчик», що допомагає йому після натискування пальцем негайно повертатися у вихідну позицію. На стрижні клавіші всередині коробки, де проходить і середня струна — «мелодія», «співаниця», «ринка» тощо, закріплено перпендикулярно встановлений поріжок — «тісьма» топірцевої форми. Клавіші, що всовуються всередину, торкаються цими поріжками середньої струни і вкорочують її довжину, змінюючи тим самим висоту звуку.
Зовні по обидва боки коробки проходять інші дві струни ліри: товща — бас і тонша — підбасок, або тенор, які разом із середньою струною закріплюються на підгрифі внизу ліри. Усі струни щільно прилягають до колеса і при його обертанні починають звучати, причому на середній струні за допомогою клавіш ведеться мелодія, а обидві бічні струни, настроєні у квінту, створюють незмінну гармонійну основу цієї мелодії.

## З історії ліри
На думку музикознавців, колісна ліра походить від примітивного давньогрецького інструмента за назвою монохорді, що мав одну струну та клавіш, який пересувався вздовж неї.

У IX сторіччі в Західній Європі вже був відомий більш схожий на ліру органіструм — інструмент з вісьмома клавішами і колесом замість смичка. Він був, проте, настільки великий та громіздкий, що потребував двох виконавців: перший прокручував колесо, другий — натискав на клавіші. Траплялися й різновиди: з колесом, але без клавіатури, з клавіатурою та смичком, який замінював колесо. 

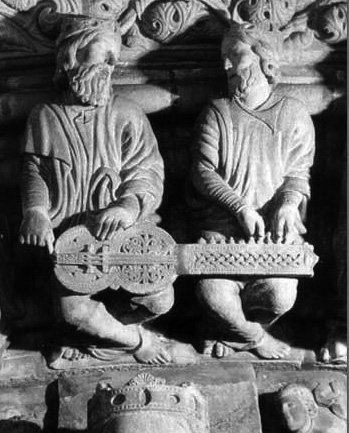
Барельєф кафедрального собору Сантьяго де Компастелла (Santiago de Compostela). Зображення двох монахів з органіструмом. Приблизно, ХІІ ст.

Відтоді колісна ліра потроху набувала сучасних рис. До XV сторіччя нею охоче користувалися французькі мандрівні поети-музиканти. У Німеччині цей інструмент прибрав презирливих назв — жебрацька або мужицька ліра, а на картині видатного англійського художника Вільяма Гоґарта «Ярмарок у Саутворку», створеній 1733 року, ліру навіть зображено у ярмарковому середовищі.
Того ж XVIII сторіччя у Франції виникає зацікавлення цим нескладним за конструкцією і прийомами гри інструментом. Над його поліпшенням і оздобленням працюють найкращі музичні майстри, котрі вдосконалюють механізм та акустику, розширюють до двох октав і навіть хроматизують звукоряд. З'являються підручники, а також виконавці-віртуози — Ларош, Батон, Шедевіль (Chédeville), Готтетер (Hotteterre). Вони усолоджують своєю грою слух вельможного панства, а композитори, і серед них великі Йозеф Гайдн, Антоніо Вівальді й Леопольд Моцарт, створюють для ліри концерти, сонати, дуети й концертні п'єси.

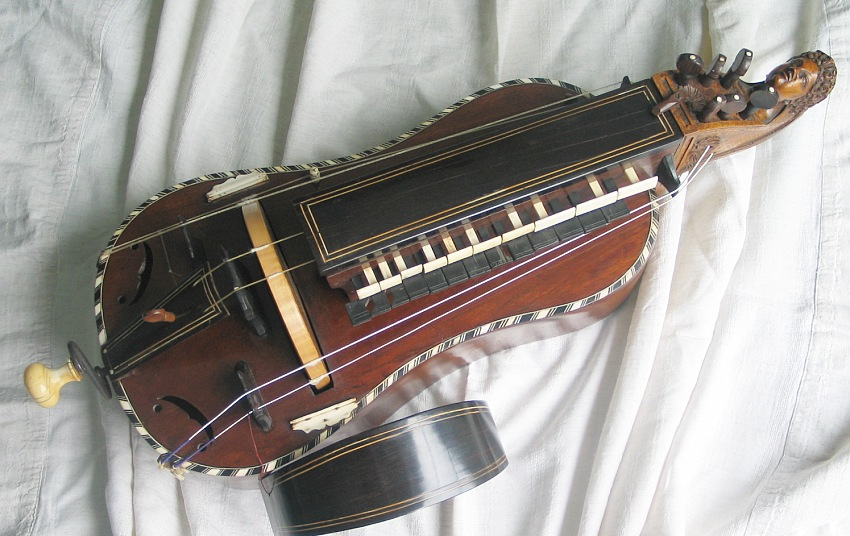
Французька ліра Майстра Луве (Louvet) 1750 року

Сучасні виконавці на колісній лірі — Жіль Шабена (Gilles Chabenat) та Валентин Кластрієр (Valentin Clastrier) з Франції, Албан Фауст (Alban Faust) зі Швеції, та організатор фестивалів ліри й волинки в Німеччині Курт Райхманн. Серед сучасних західноєвропейських модифікацій колісної ліри — електро-ліра (ліра з електричним або п'єзокерамічним звукознімачем) та MIDI-ліра.

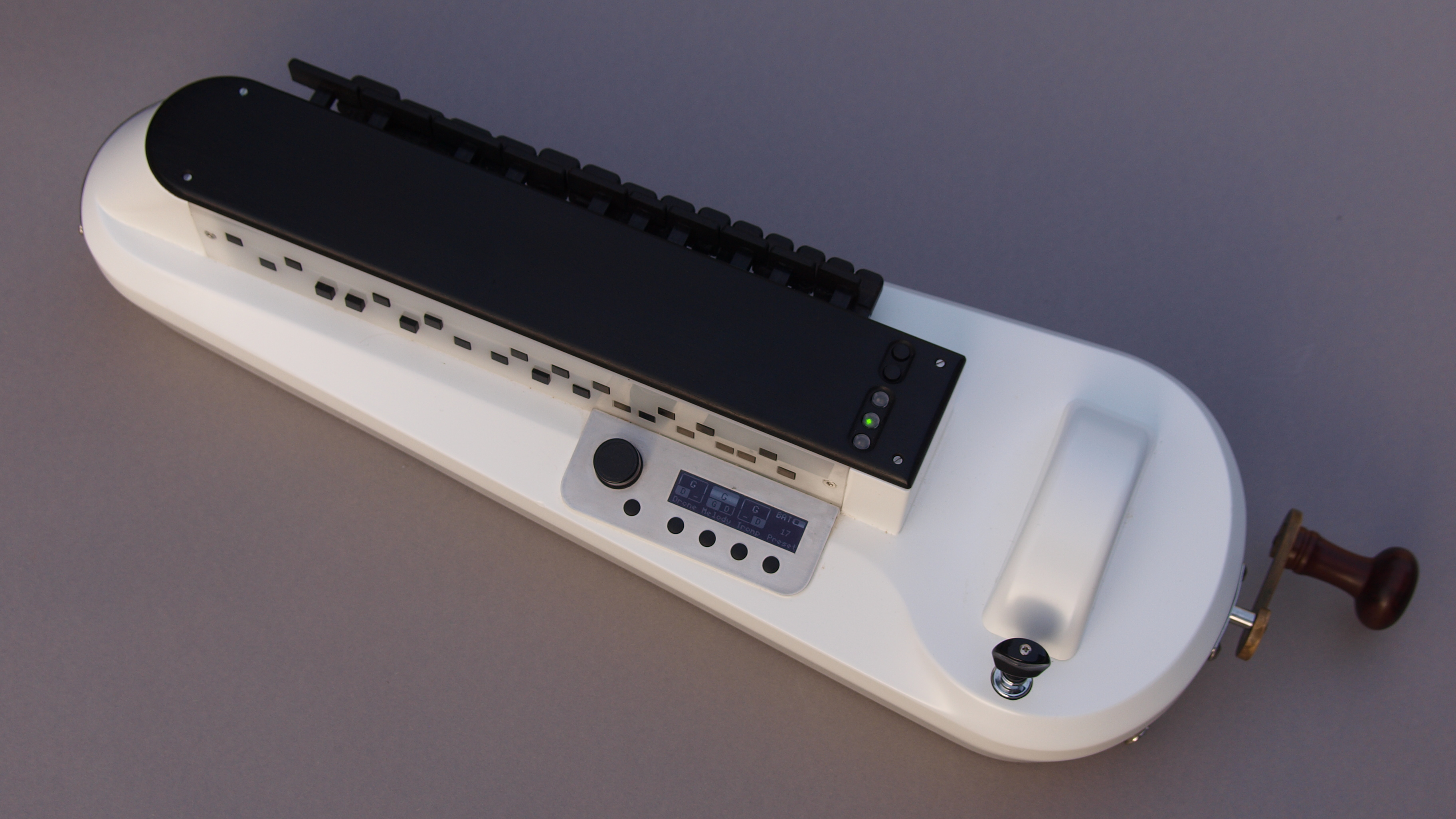
MIDI-ліра (MidiGurdy)

Невідомо, як опинилась ліра серед східнослов'янських народних інструментів, але відомо, що в XVI та на початку XVII століття вона була вже поширена на українських землях, на західній Московії та Білій Русі. Інструмент цей серед білорусів не тільки прибрав тотожні російським і українським назви «ліра», «реля», але й такі ймення як «кобза» і «бандура». Очевидно, терміни «кобза» і «бандура» були запозичені білорусами від українців, які використовували їх, як назви багатострунних щипкових інструментів. Ці інструменти, подібно до ліри у білорусів, були постійними супутниками мандрівних співців. Тож не дивно, що в районах найтісніших контактів двох народів назви українських інструментів були за асоціацією перенесені на білоруську ліру. В російських землях ліра побутувала здебільшого в західних губерніях, у місцях компактного проживання етнічних українців а також серед донського козацтва, де відома під назвою «релєй» (що теж схоже на українську назву «реля» й німецьку «дреляєр» (нім. drehleier)

## Ліра за нашого часу
Нині конструкції інструмента успішно розробляються музичними майстрами. В Україні одну з найдосконаліших сучасних лір запропонував миргородський майстер Іван Скляр. Зберігши своєрідність тембрального забарвлення історичної ліри і загальні принципи виконання, І. Скляр створив удосконалений зразок дев'ятиструнної ліри, змінив конструкцію так, що в кожної струни за допомогою клавішів видобувається, крім її основного звуку, два наступних звуки хроматичного звукоряду. Настроєні струни на цій лірі по малих терціях, що дає змогу відтворювати, окрім мелодії, три-, чотири- і п'ятизвукові акорди. Справдилось передбачення Гната Хоткевича, який ще 1930 року, відкидаючи закиди скептиків, оптимістично писав: «В наші часи ми перебуваємо напередодні того, що ліра коли не ввійде до симфонічної оркестри, то в усякім разі до оркестри народних українських інструментів».

## Відродження лірницьких традицій

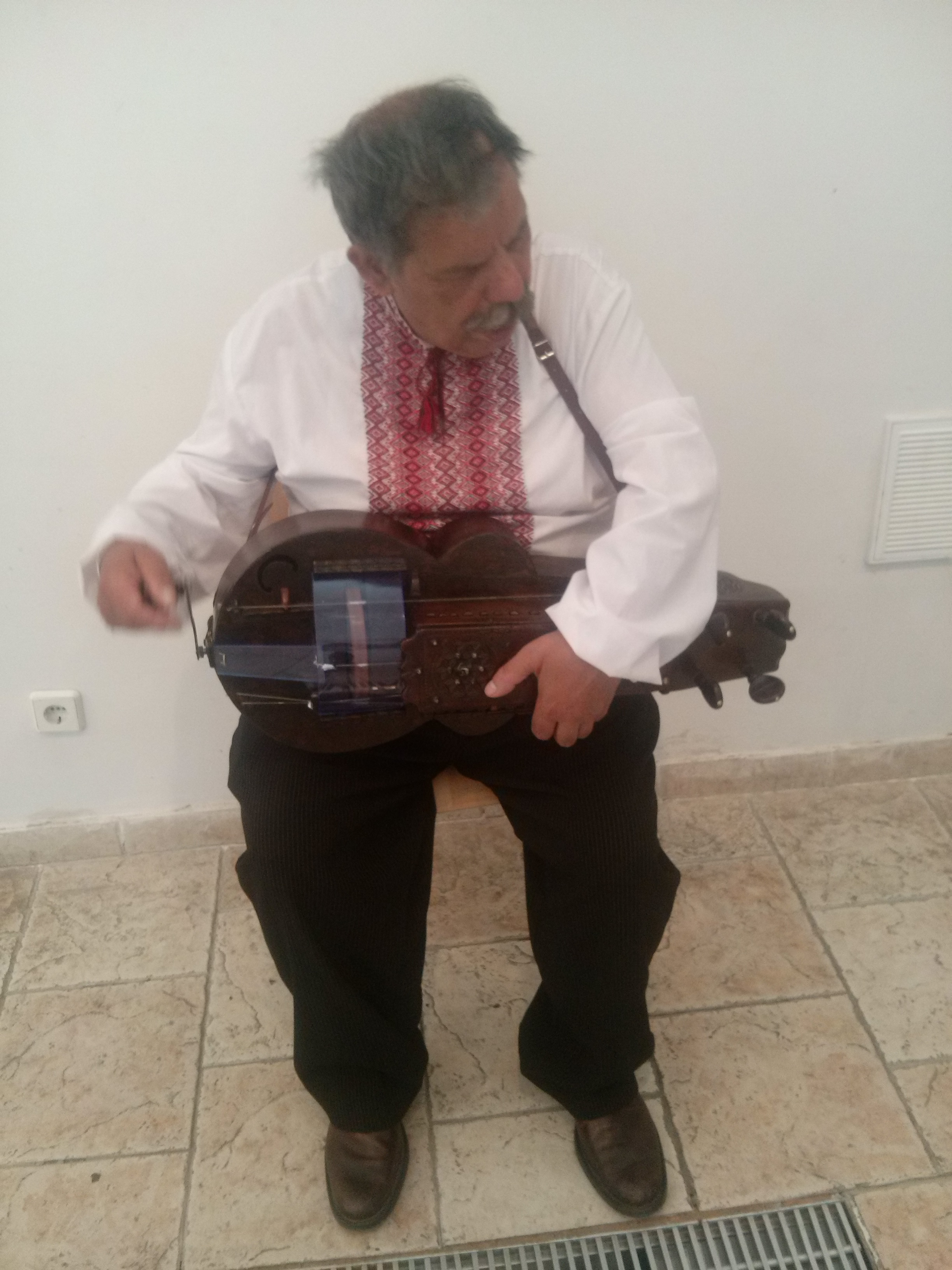
Незрячий лірник Лайош Молнар (Львів) На фестивалі «Кобзарська Трійця» грає на старовинній німецькій лірі XVII ст., яку реконструйовав відомий німецький майстер народних інструментів Курт Райхманн

Відродження традиційного лірництва — це відродження традицій виготовлення інструменту, відновлення традиційного репертуару й вивчення традиційного способу життя лірників — цехового устрою, неписаних законів і правил етикету, традиційних форм концертної діяльності тощо. Лірники в старі часи мали свої цехи й гурти, в яких обирали старшину, мали учнів, мали величезний авторитет у народі.
З початку 1980-х років відродилося виготовлення колісних лір, почали відроджуватися цехові й виконавські традиції. Зокрема велика реконструкторська робота була проведена майстрами й науковцями Київського кобзарського цеху — першим панмайстром цеху й головним реконструктором музичних інструментів Миколою Будником, головою Львівського лірницького цеху доктором наук професором Михайлом Хаєм і нинішнім головою Київського кобзарського цеху Миколою Товкайлом. Після смерті Миколи Будника його справа продовжилася і колісні ліри виготовляють його учні: Олександр Кіт, Руслан Козленко, Павло Зубченко, Іван Кушнір, Юрко Кочержинський та інші.
Серед сучасних традиційних виконавців на колісній лірі: відомий кінорежисер Олесь Санін, Народний артист України, лідер гурту «Хорея козацька» Тарас Компаніченко, Заслужений артист України Тарас Силенко, учасник гурту Torban Юрко Дворник, гурт Джалапіта (гурт) та Гордій Старух.
З 2008 року проводиться фестиваль «Кобзарська Трійця», на якому відвідувачі знайомляться з традиційним лірницьким репертуаром, виготовленням лір, науковими працями з лірництва й кобзарства. Проходять також фестивалі «Лірницька Покрова» в Рівному й у Луцьку.

## Галерея

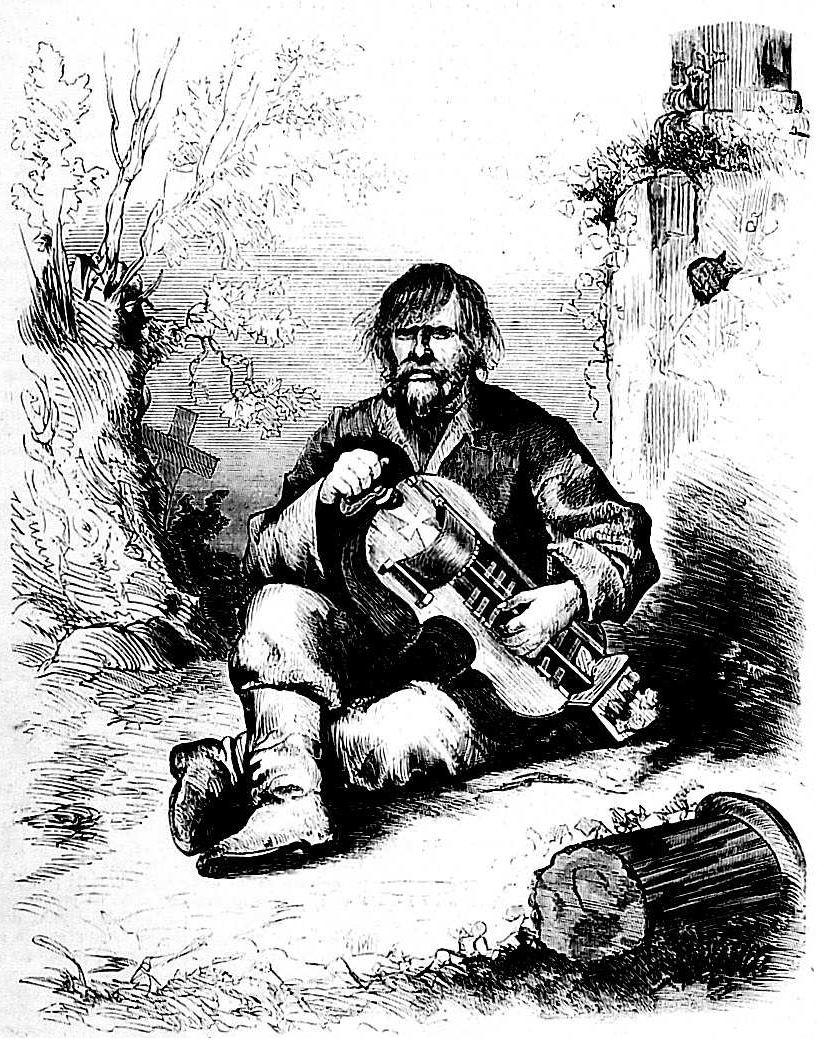
Лірник український
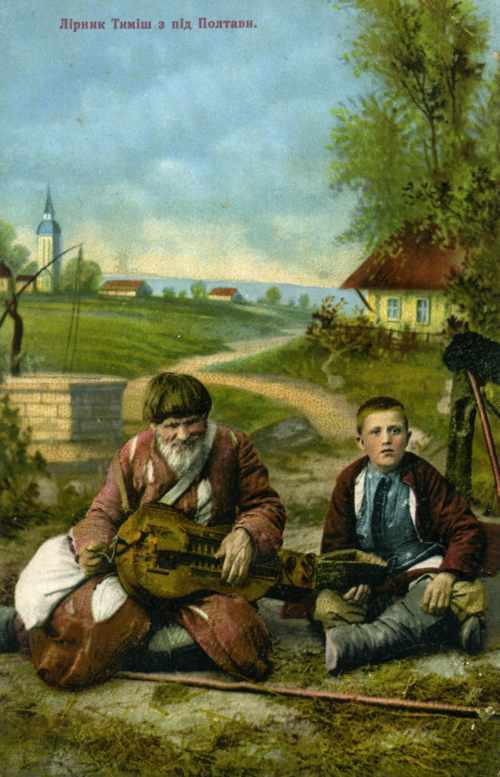
Лірник Тиміш з-під Полтави
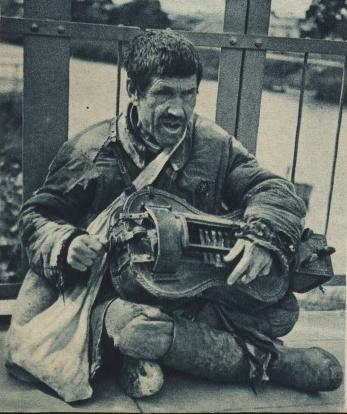
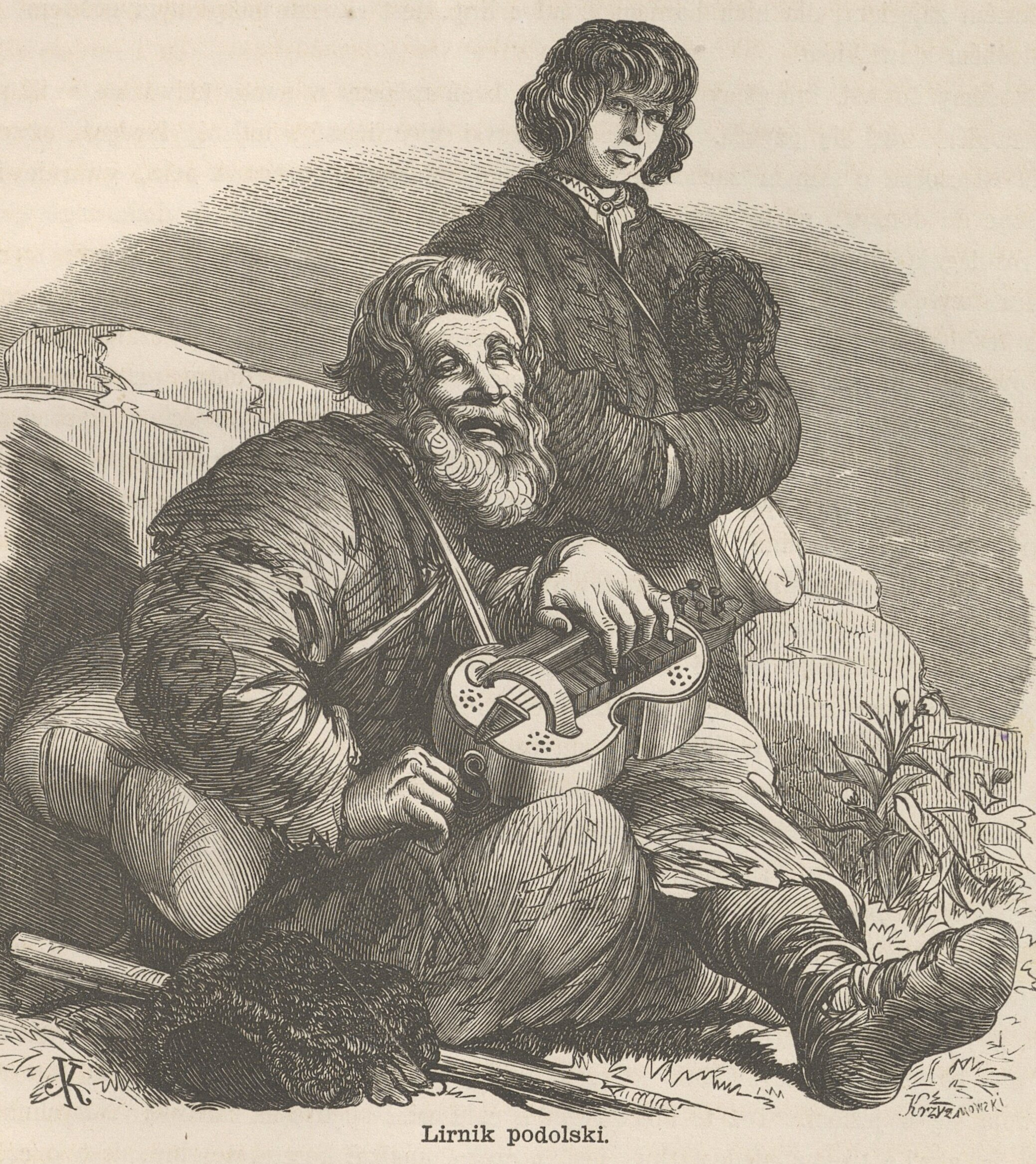
Подільський лірник
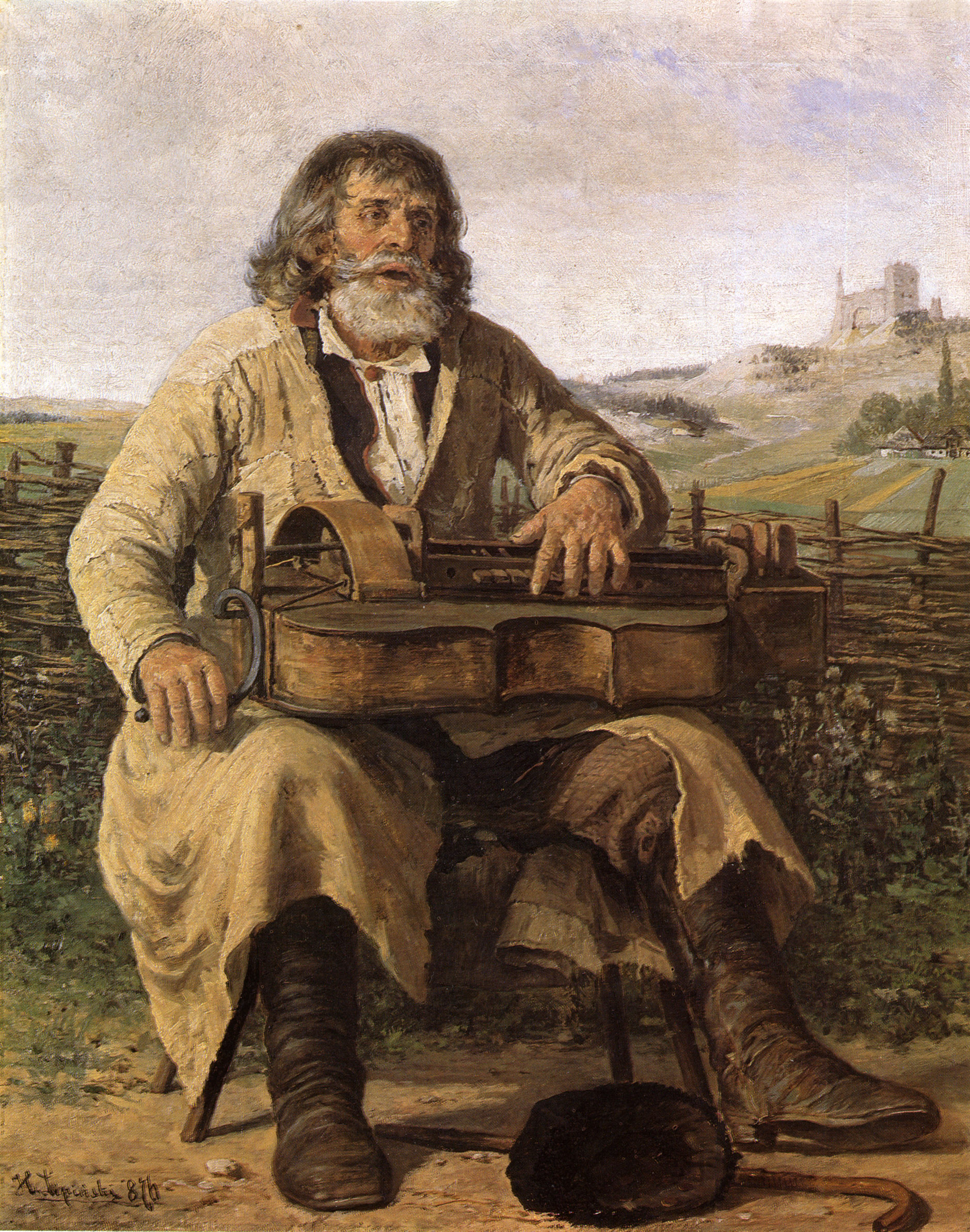
лірник Гіполіт Липинський
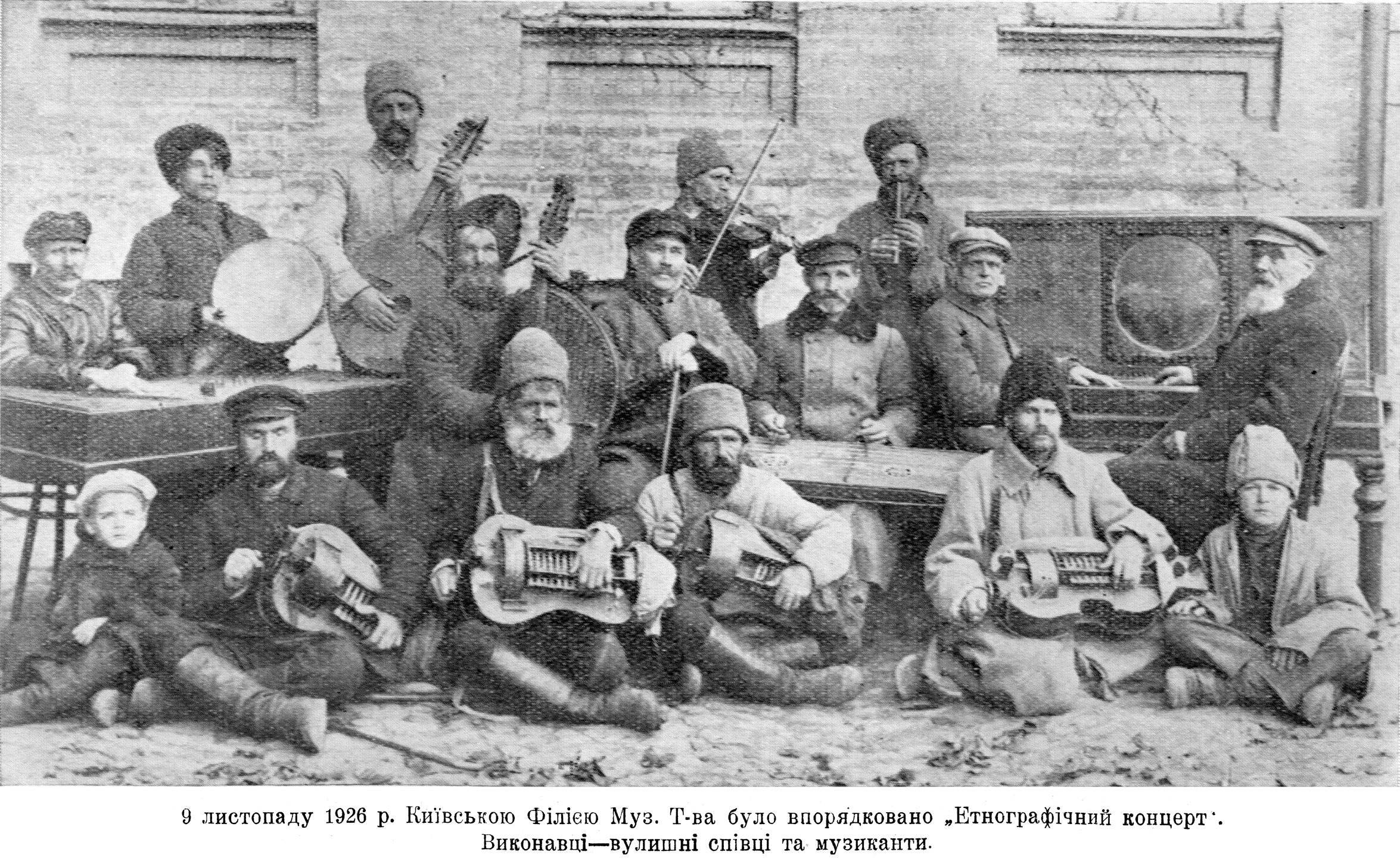
1926
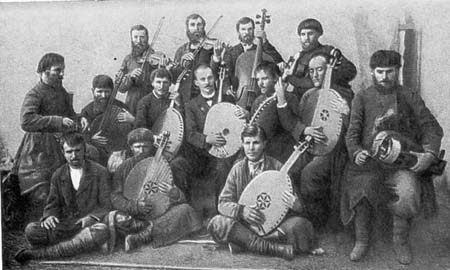
Харків 1902
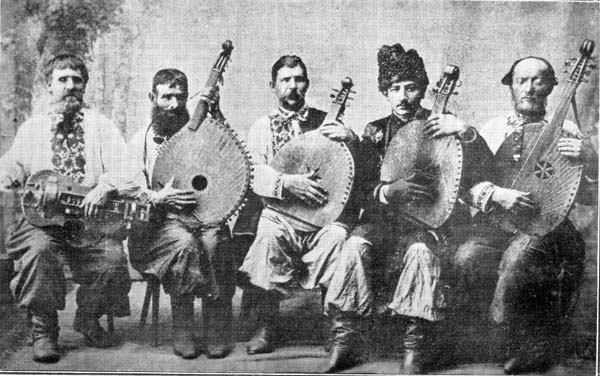
Харків
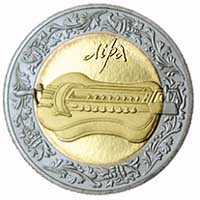
Пам'ятна монета НБУ присвячена лірі